# The Fate of the Furious
The Fate of the Furious, ook bekend als Fast & Furious 8, is een Amerikaanse actiefilm uit 2017. De hoofdrollen in deze film zijn voor Vin Diesel, Dwayne Johnson, Jason Statham, Michelle Rodríguez, Tyrese Gibson, Chris Bridges, Nathalie Emmanuel, Kurt Russell, Scott Eastwood, Charlize Theron en Helen Mirren.  Het is het achtste van de reeks The Fast and the Furious. Het is met uitzondering van Tokyo Drift de eerste film zonder Paul Walker, die op 30 november 2013 overleed na een auto-ongeval. De film leverde tijdens zijn eerste drie dagen in de bioscoop een nieuw wereldwijd openingsweekend record op met een bedrag van $ 541 miljoen. Dit record bleef een jaar overeind totdat Avengers: Infinity War in de bioscoop verscheen.

## Verhaal
Nu Dom en Letty op huwelijksreis zijn, Brian en Mia met vervroegd pensioen zijn gegaan en de rest van de crew vrijgesproken is, lijken de leden van het team normale levens te leiden. Maar als een mysterieuze vrouw Dom verleidt om terug te keren naar het misdaadleven en hij degenen om zich heen bedriegt, wordt de hechte vriendschap van de groep op de proef gesteld.

## Rolverdeling
- Vin Diesel als Dominic "Dom" Toretto
- Michelle Rodríguez als Leticia "Letty" Ortiz
- Tyrese Gibson als Roman Pearce
- Chris Bridges als Tej Parker
- Kurt Russell als Mr. Nobody
- Nathalie Emmanuel als Megan Ramsey
- Jason Statham als Deckard Shaw
- Dwayne Johnson als Luke Hobbs
- Scott Eastwood als Eric Reisner
- Charlize Theron als Cipher
- Helen Mirren als Magdalene Shaw
- Elsa Pataky als Elena Neves
- Tego Calderon als Tego Leo
- Don Omar als Rico Santos
- Kristofer Hivju als Rhodes
- Luke Evans als Owen Shaw

## Muziek
De originele filmmuziek is wederom gecomponeerd door Brian Tyler. In de film is ook muziek te horen van onder andere Pitbull, J Balvin en Camila Cabello met het nummer "Hey Ma" en Young Thug, 2 Chainz, Wiz Khalifa en PnB Rock met het nummer "Gang Up". Ook werd de muziek op 14 april 2017 vrijgegeven op een soundtrackalbum door het label Atlantic Records.

## Release
Op 4 april 2017 ging de film in première in Berlijn. In Nederland kwam de film uit op 13 april 2017. In België was deze al te zien in de cinemazalen op 11 april 2017.